# 南海橋本林間田園都市
南海橋本林間田園都市（なんかいはしもとりんかんでんえんとし、英: Nankai Hashimoto Rinkan Den'en-toshi）は、和歌山県橋本市北部において南海電気鉄道（南海）が中心となって三石山の山麓に開発された田園都市型ニュータウン。民間企業が開発するニュータウンの中では大規模なものである。

## 概要
計画戸数11,320戸、計画人口42,000人。城山台、三石台、小峰台、彩の台の4住区で構成される。各住区は間に旧村部を挟むため隣接していない。
1976年11月12日に建設工事が起工され、城山台は1980年4月11日に、三石台は1987年9月26日に、小峰台は1991年11月2日に、彩の台は2001年5月26日にそれぞれ分譲が開始された。概ね南海高野線林間田園都市駅の西側に三石台、東側に城山台、小峰台、彩の台が広がる。なお、近隣の紀見ケ丘、光陽台、紀ノ光台は南海が開発した住宅地ではない。

## 交通
鉄道路線の南海高野線とバス路線の南海りんかんバス林間田園都市線、紀見橋本病院線が通っている。
難波駅 - 林間田園都市駅間の所要時間は、概ね急行で43分、快速急行で41分、特急（別途特急券が必要）で38分となっている。朝夕は約10分間隔、昼間は約15分間隔で運行されている。また、林間田園都市駅発着の電車がある。難波駅 - 林間田園都市駅間の運賃は650円（2022年現在）である。
域内には片側2車線の橋本市道慶賀野垂井線（都市計画道路三石台垂井線）が敷設され、国道371号慶賀野橋東詰交差点と国道24号垂井東交差点を結ぶ。このうち慶賀野橋東詰交差点 - 三石台一丁目南交差点間は国道371号の橋本バイパスに転用された。彩の台の南で京奈和自動車道橋本東ICに接続している。

## インフラ

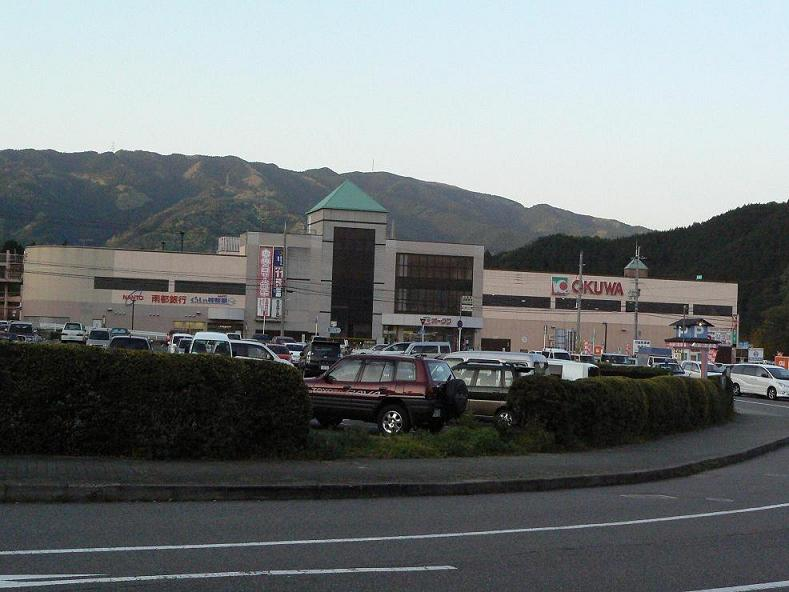
オークワ橋本林間店（閉店）

林間田園都市駅前にはオークワ橋本林間店があったが2014年8月18日に閉店。跡地を引き継ぐ形で2015年10月16日には松源橋本林間店が開店した。
彩の台にはオークワ主導の大型商業複合施設「オー・ストリート橋本彩の台」があり、オークワやユニクロ、ケーヨーデイツー、ヤマダデンキなどが並んでいる。また国道24号沿いには、元オークワの店舗跡地を利用してTSUTAYA WAY（TSUTAYAのフランチャイズ）が開店した。（現在はニトリに変わり、TSUTAYAは橋本市のスーパーセンターオークワに移動した）
教育施設は三石台に橋本市立三石小学校、橋本市立紀見北中学校、城山台に橋本市立城山小学校、橋本市立紀見東中学校、小峰台に橋本市立境原小学校、初芝橋本中学校・高等学校、彩の台に橋本市立あやの台小学校がある。なお、小峰台は紀見東中学校、彩の台は隅田町芋生にある橋本市立隅田中学校の校区となる。医療施設は小峰台に橋本市民病院（300床）がある。
ガソリンスタンドは「オー・ストリート橋本彩の台」にあり、コスモ石油の系列販売店である。

## 南海電鉄における位置づけ
南海電鉄は、高野線沿線開発に力を入れてきた。高野線沿線には、泉北ニュータウン、狭山ニュータウン、金剛団地、美加の台、そして南海橋本林間田園都市がある。南海は、この地区を郊外拠点としている（南海不動産が主に取り扱っている）。

## 今後の展望
林間田園都市駅から徒歩圏内にある三石台地区では事実上開発余地がなくなり、南海電鉄・南海不動産は近年彩の台地区の販売に力を入れている。もっとも、今後の人口減少見通しや都心回帰の流れもあり、入居者は伸び悩んでいる。林間田園都市駅の利用者も、ピーク時から約3割程度減少している。

## 五條市
林間田園都市駅から城山台を経由すると大和団地（現大和ハウス工業）が開発した隣接する奈良県五條市の南大和ネオポリス（五條市田園地区）がある。とはいっても、田園から林間田園都市駅へ向かうバスは運行されておらず、奈良交通がJR五条駅へ向かうバスを運行しているのみである。